# دوماس (تگزاس)
دوماس، تگزاس(به انگلیسی: Dumas, Texas) شهری در ایالت تگزاس از ایالات جنوبی ایالات متحده آمریکا است. در سرشماری سال ۲۰۰۰، جمعیت این شهر ۱۳۷۴۷ نفر اعلام شد.

## نگارخانه

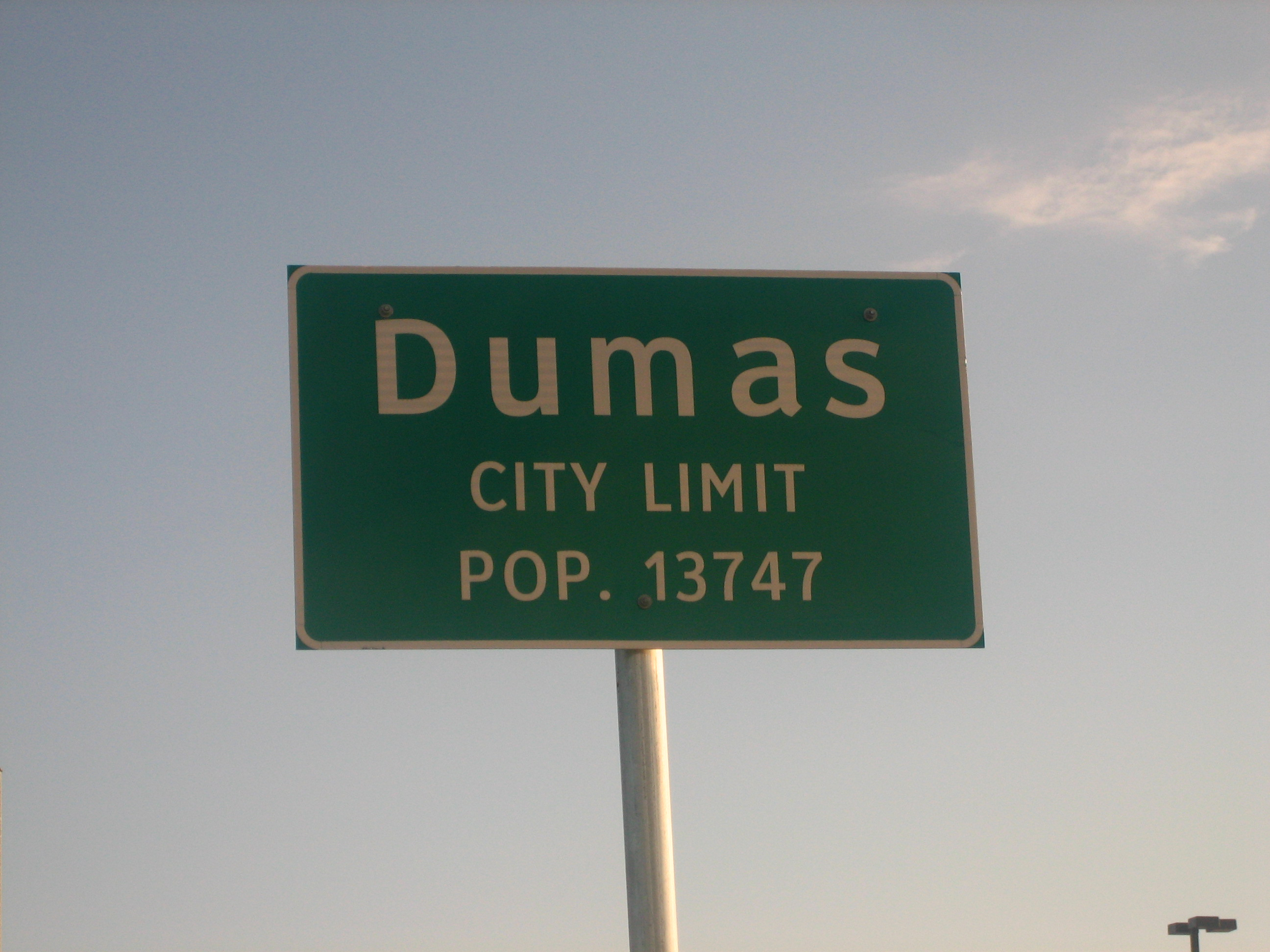
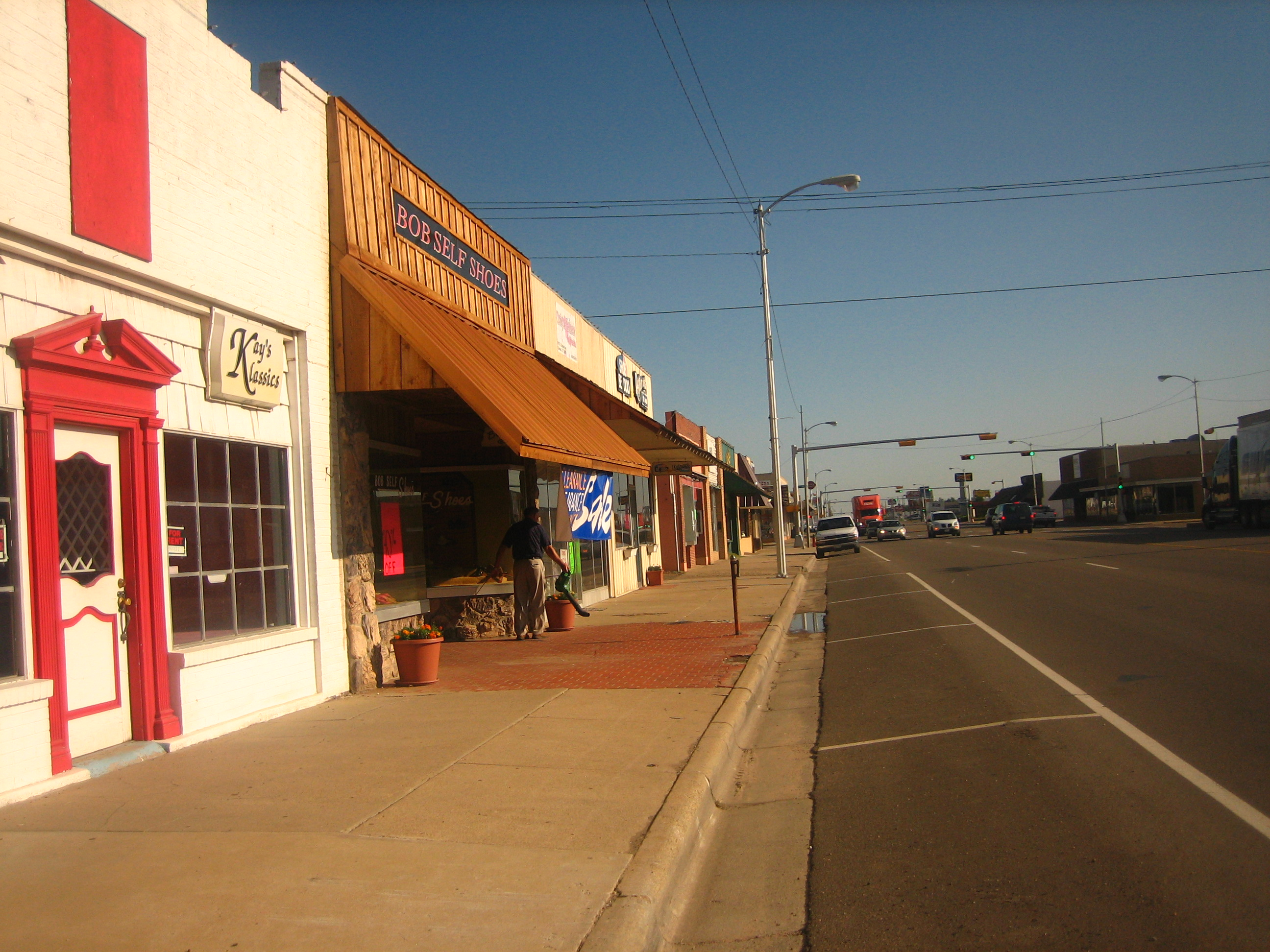
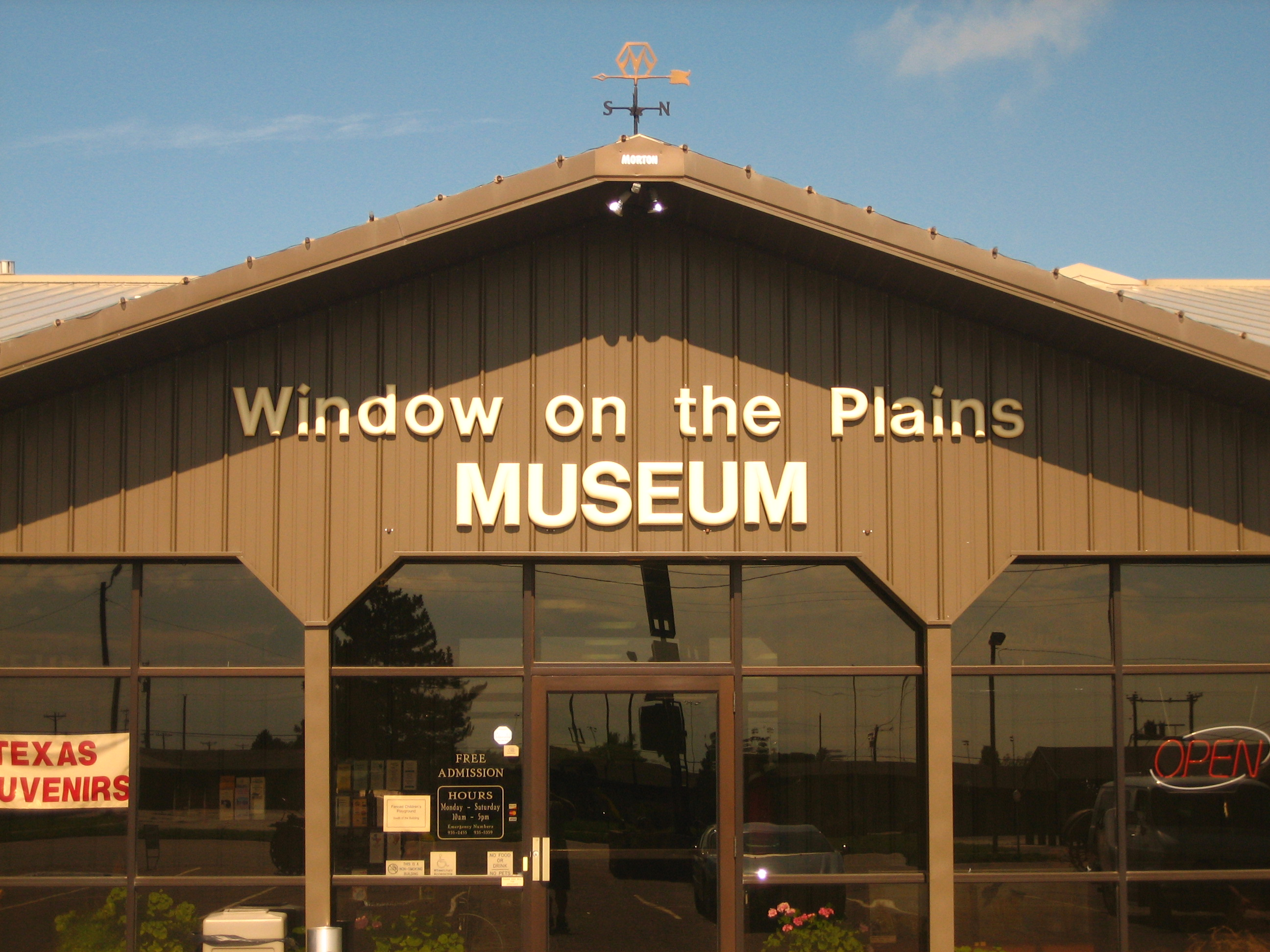
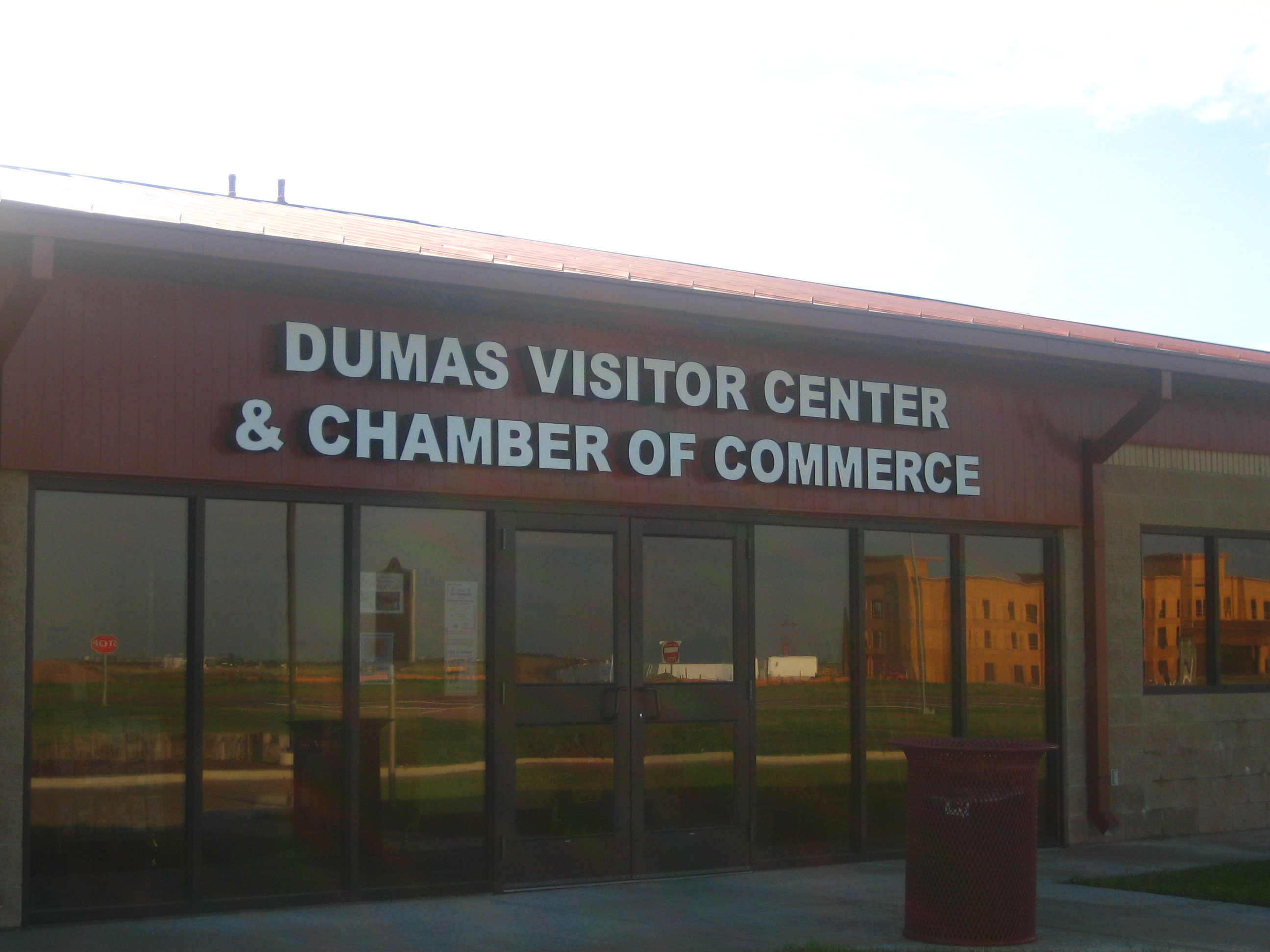
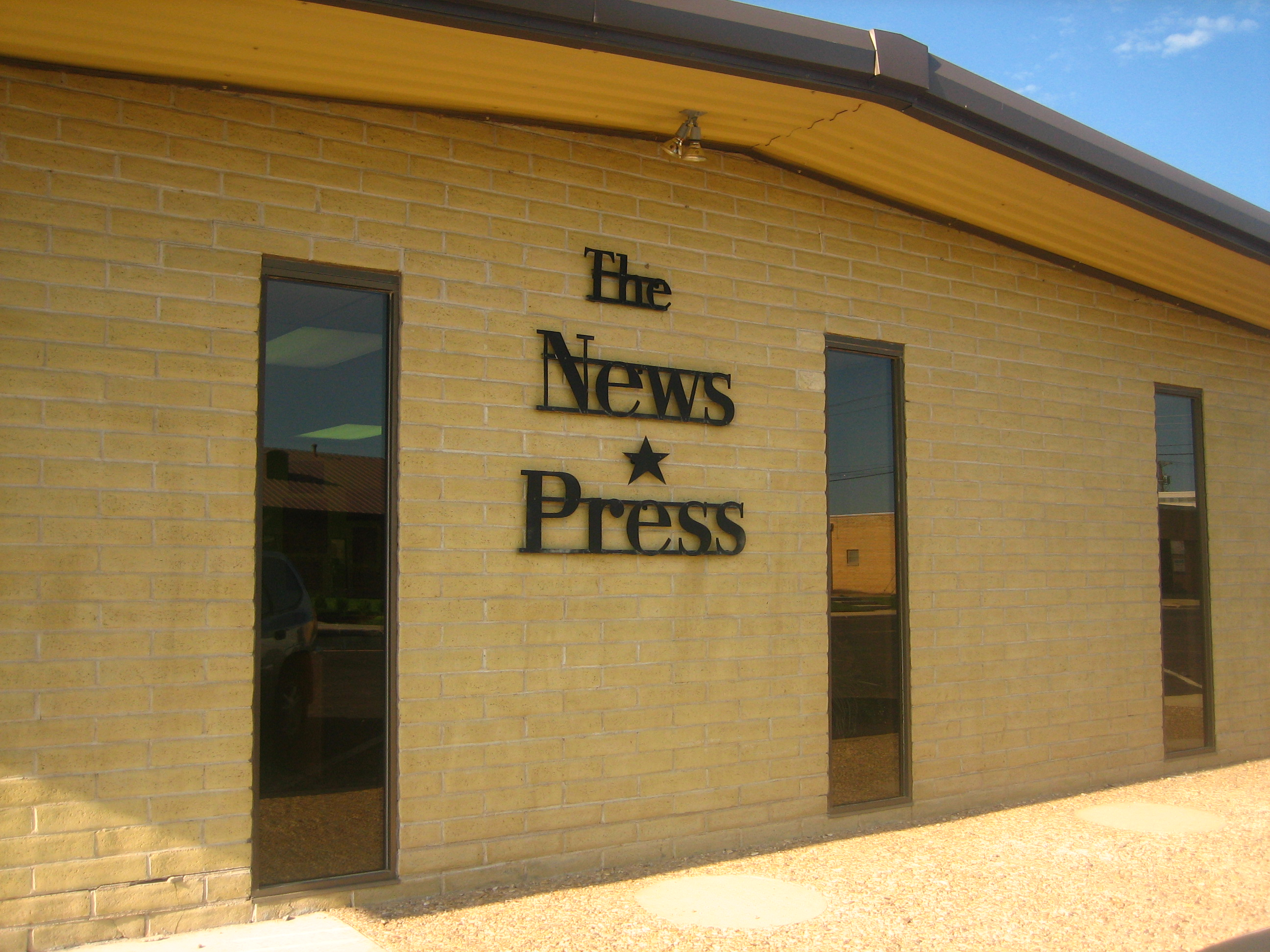
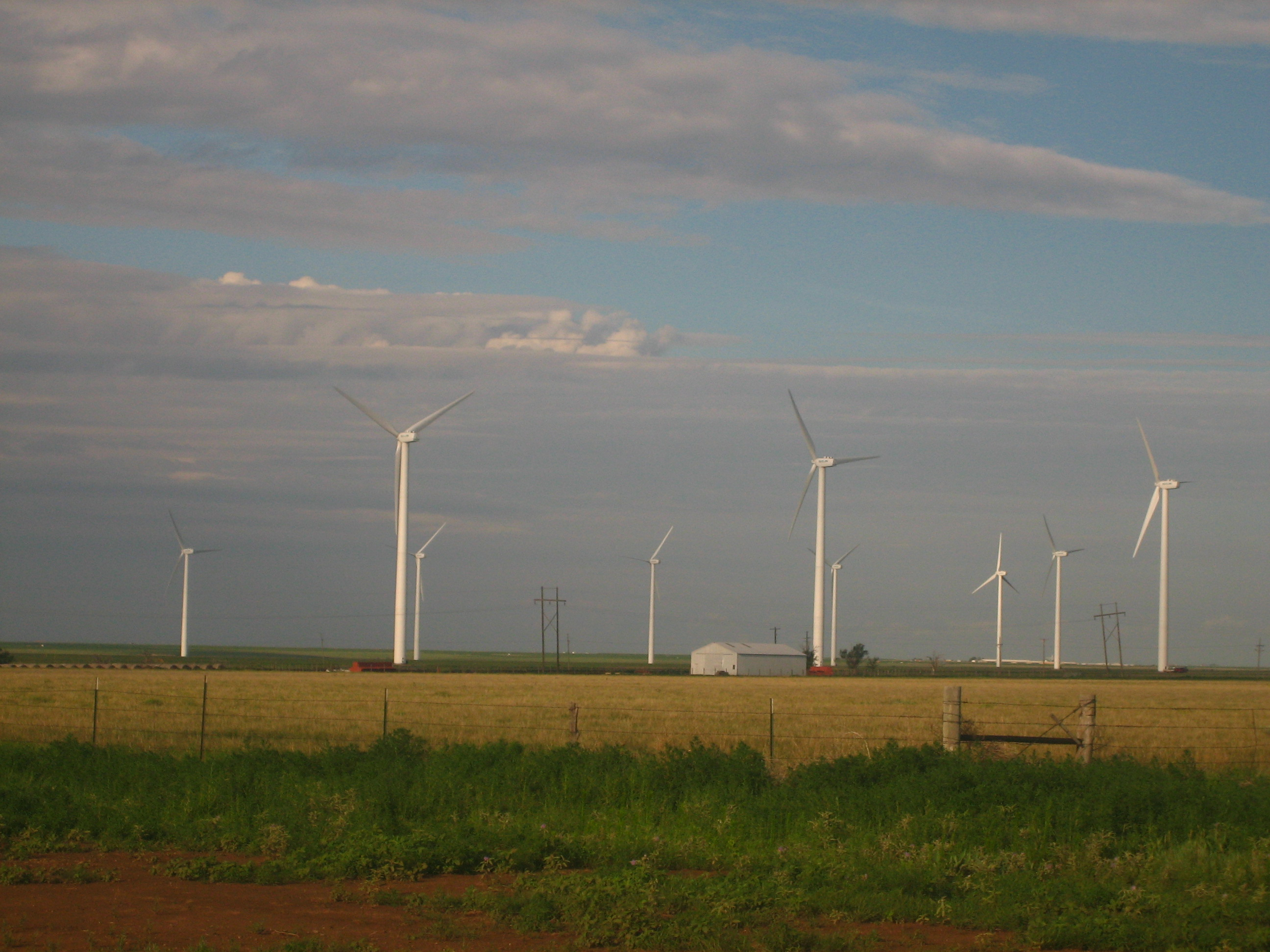
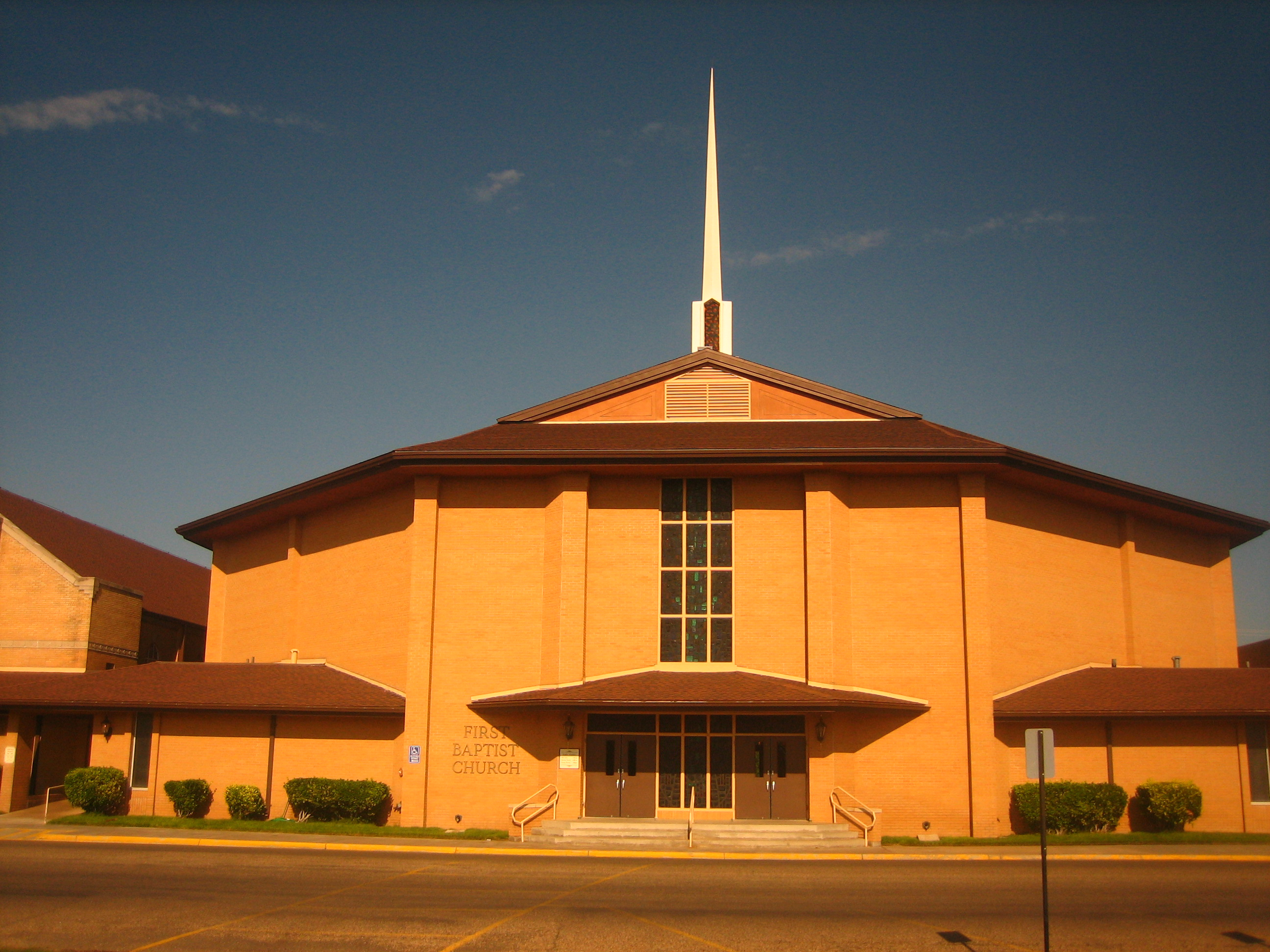